# Indophantes halonatus
Espèce
Synonymes
- Lepthyphantes halonatus Li & Zhu, 1995

Indophantes halonatus est une espèce d'araignées aranéomorphes de la famille des Linyphiidae.

## Distribution
Cette espèce est endémique du Hubei en Chine,.

## Publication originale
- Li & Zhu, 1995 : Five new species of linyphiid spiders from China (Araneae: Linyphiidae). Acta Zootaxonomica Sinica, vol. 20, no 1, p. 39-48.